# Kirsten Kinash
Kirsten Kinash (* 30. Mai 1998 in Calgary, Kanada) ist eine australische Synchronschwimmerin, die an den Olympischen Sommerspielen 2020 in Tokio teilnahm.

## Karriere

### Olympische Spiele
Kirsten Kinash gehörte bei den Olympischen Sommerspielen 2020 in Tokio zum australischen Aufgebot im Mannschaftswettkampf. Den olympischen Mannschaftswettkampf absolvierte sie zusammen mit ihren Mannschaftskameradinnen Carolyn Rayna Buckle, Hannah Burkhill, Kiera Gazzard, Alessandra Ho, Rachel Presser, Emily Rogers und Amie Thompson am 6. und 7. August 2020 im Tokyo Aquatics Centre und belegte den 9. Platz von zehn teilnehmenden Mannschaften mit einer Gesamtwertung von 153,0018 Punkten.